# モノテルペンジホスファターゼ
モノテルペンジホスファターゼ(Monoterpenyl-diphosphatase、EC 3.1.7.3)は、以下の化学反応を触媒する酵素である。
モノテルペン二リン酸 + 水{\displaystyle \rightleftharpoons }モノテルペノール + 二リン酸
従って、この酵素の基質はモノテルペン二リン酸と水の2つ、生成物はモノテルペノールと二リン酸の2つである。
この酵素は加水分解酵素、特に二リン酸モノエステル加水分解酵素に分類される。系統名は、モノテルペン二リン酸 ジホスホヒドロラーゼ(monoterpenyl-diphosphate diphosphohydrolase)である。他に、bornyl pyrophosphate hydrolase、monoterpenyl-pyrophosphataseとも呼ばれる。